# Ветике I (Фрозиноне)
Ветике I је насеље у Италији у округу Фрозиноне, региону Лацио.
Према процени из 2011. у насељу је живело 206 становника. Насеље се налази на надморској висини од 176 м.